# Philiscus van Abydos
Philiscus van Abydus (Oudgrieks: Φιλίσκος, Philískos) was een oud-Grieks diplomaat uit Abydos.
Hij werd in 368 v.Chr. door de Perzische satraap Ariobarzanes, met een welgevulde schatkist, naar Griekenland gezonden om een vrede tussen de oorlogvoerende staten (met name Sparta en Thebe) tot stand te brengen. Daar zijn pogingen tot vrede tijdens een bijeenkomst te Griekenland zonder gevolg bleven, ondersteunde hij Lacedaemoniërs met 2000 huurlingen en Atheners, op aanraden van Ariobarzanes, tegen de Thebanen. Beide poleis (staten) gaven hem het burgerrecht.
Later werd hij stadhouder aan de Hellespont, waar hij wegens misbruik van zijn macht werd vermoord.